# Dick Stanfel
Richard Anthony Stanfel, detto Dick (San Francisco, 20 luglio 1927 – Libertyville, 22 giugno 2015), è stato un giocatore di football americano e allenatore di football americano statunitense che ha militato nel ruolo di offensive guard nella National Football League (NFL). Nel 2016 è stato inserito nella Pro Football Hall of Fame.

## Biografia
Dopo avere giocato al college all'Università di San Francisco, Stanfel fu scelto nel corso del secondo giro del Draft NFL 1951 dai Detroit Lions. Vi giocò nel periodo 1952–1955 vincendo due campionati consecutivi, dopo di che passò ai Washington Redskins per tre stagioni, fino al 1958. Fu convocato per due Pro Bowl mentre militava coi Lions e per tre consecutivi con i Redskins. In seguitò allenò la linea offensiva di Philadelphia Eagles, San Francisco 49ers, New Orleans Saints (di cui fu anche capo-allenatore ad interim per le ultime quattro gare della stagione 1980) e Chicago Bears, con cui vinse il Super Bowl XX nel 1985.
Stanfel è stato nominato finalista dal comitato senior per entrare nella Pro Football Hall of Fame nel 1993 e nel 2012, non riuscendo ad ottenere i voti necessari per essere indotto. Nell'agosto 2015 è stato di nuovo selezionato per la classe del 2016 assieme a Ken Stabler entrando ufficialmente a farne parte.

## Palmarès

### Franchigia
2
Detroit Lions: 1952, 1953

### Individuale
- Convocazioni al Pro Bowl: 5

1953, 1955, 1956, 1957, 1958
- First-team All-Pro: 5

1953, 1954, 1956, 1957, 1958
- Formazione ideale della NFL degli anni 1950
- Pro Football Hall of Fame (Classe del 2016)
- 70 Greatest Redskins

## Statistiche
| Partite | 73 |